# Człopy
Człopy [pronunciación en polaco: /ˈt͡ʂwɔpɨ/] es un pueblo ubicado en el distrito administrativo de Gmina Uniejów, dentro del condado de Poddębice, Voivodato de Łódź, en el centro de Polonia. Se encuentra a unos 4 kilómetros al oeste de Uniejów, a 17 kilómetros al noroeste de Poddębice, y a 54 kilómetros al oeste de la capital regional Łódź.
El pueblo tiene una población de 250 habitantes.